# Matic Grošelj (handball)
Ne doit pas être confondu avec Matic Grošelj (cyclisme).
Pour les articles homonymes, voir Matic Grošelj.
Matic Grošelj, né le 22 septembre 1997 à Trbovlje, est un handballeur international slovène.
Formé au RK Celje, Grošelj y fait ses débuts professionnels à une période où son club domine le handball slovène. Avec plusieurs titres nationaux, Matic dispute à six reprises la Ligue des champions de l'EHF jusqu'en 2021. Il rejoint alors le championnat de France et le C' Chartres Métropole handball. Grošelj connaît alors plusieurs lourdes blessures qui l'éloigne des terrains durant de longues périodes.
Grošelj connaît plusieurs expériences avec l'Équipe de Slovénie.

## Biographie
Formé au RK Celje, Groselj évolue pendant six saisons en Ligue des champions, qu'il découvre à 18 ans, et y inscrit notamment 39 buts en 2019-2020.
En 2021, à 23 ans, Matic quitte son club formateur pour rejoindre le championnat de France et le C' Chartres Métropole handball pour deux saisons.
En octobre 2022, Matic est sélectionné en Équipe nationale de Slovénie pour deux rencontres de qualification à l'Euro 2024.
Après deux premières saisons chartraines gênées par plusieurs blessures, Matic reste au CCMHB mais voit son genou se dérober à la réception d’un saut fin novembre 2023 à cause d'une rupture du ligament croisé antérieur. Éloigné pour le reste de la saison 2023-24, il s'agit de la seconde blessure de ce type pour de l’arrière droit slovène de 26 ans qui vit déjà pareille mésaventure avec son autre genou plus tôt dans sa carrière.

## Style de jeu
Matic Groselj est gaucher et évolue au poste d'arrière droit. À sa signature à Chartres début 2021, l'entraîneur Toni Gerona se satisfait de pouvoir prochainement compter sur un joueur qui « a une très bonne lecture du jeu collectif, il est capable de jouer avec le pivot mais aussi avec une remarquable capacité de tir extérieur et de jouer les duels 1x1 [et] capable de défendre en numéro 2 ou 3 »,.

## Statistiques
| Saison                | Club                           | Championnat           | Championnat | Championnat | Coupe nationale | Coupe nationale | Coupe de la Ligue | Coupe de la Ligue | Supercoupe | Supercoupe | Compétition(s) continentale(s) | Compétition(s) continentale(s) | Compétition(s) continentale(s) | Slovénie | Slovénie | Total | Total |
| Saison                | Club                           | Division              | M.          | B.          | M.              | B.              | M.                | B.                | M.         | B.         | Comp.                          | M.                             | B.                             | M.       | B.       | M.    | B.    |
| 2015-2016             | RK Celje                       | D1                    | -           | -           | -               | -               | -                 | -                 | -          | -          | C1                             | 3                              | 3                              | -        | -        | 3     | 3     |
| 2016-2017             | RK Celje                       | D1                    | -           | -           | -               | -               | -                 | -                 | -          | -          | C1                             | 8                              | 1                              | -        | -        | 8     | 1     |
| 2017-2018             | RK Celje                       | D1                    | -           | -           | -               | -               | -                 | -                 | -          | -          | C1                             | 9                              | 5                              | -        | -        | 9     | 5     |
| 2018-2019             | RK Celje                       | D1                    | -           | -           | -               | -               | -                 | -                 | -          | -          | C1                             | 4                              | 6                              | -        | -        | 4     | 6     |
| 2019-2020             | RK Celje                       | D1                    | 20          | 28          | 2               | 1               | -                 | -                 | 1          | 3          | C1                             | 14                             | 31                             | -        | -        | 37    | 63    |
| 2020-2021             | RK Celje                       | D1                    | -           | -           | -               | -               | -                 | -                 | -          | -          | C1                             | 13                             | 28                             | 3        | 2        | 16    | 30    |
| Sous-total            | Sous-total                     | Sous-total            | 20          | 28          | 2               | 1               | -                 | -                 | 1          | 3          | -                              | 51                             | 74                             | 3        | 2        | 77    | 108   |
| 2021-2022             | C' Chartres Métropole handball | D1                    | 22          | 22          | 1               | 4               | 1                 | 1                 | -          | -          | -                              | -                              | -                              | 2        | -        | 26    | 27    |
| 2022-2023             | C' Chartres Métropole handball | D1                    | 23          | 52          | 3               | 8               | -                 | -                 | -          | -          | -                              | -                              | -                              | -        | -        | 26    | 60    |
| 2023-2024             | C' Chartres Métropole handball | D1                    | 11          | 20          | -               | -               | -                 | -                 | -          | -          | -                              | -                              | -                              | -        | -        | 11    | 20    |
| Sous-total            | Sous-total                     | Sous-total            | 55          | 93          | 4               | 12              | 1                 | 1                 | -          | -          | -                              | -                              | -                              | 2        | -        | 62    | 106   |
| Total sur la carrière | Total sur la carrière          | Total sur la carrière | 75          | 121         | 6               | 13              | 1                 | 1                 | 1          | 3          | -                              | 51                             | 74                             | 13       | 16       | 147   | 228   |

## Palmarès
Avec le RK Celje, qui domine le handball slovène depuis les années 1990, Matic a réalisé le doublé Championnat-coupe de Slovénie en 2015, 2016, 2017, 2018, 2019 et 2020 et a remporté la Supercoupe de Slovénie en 2015, 2016, 2017 et 2019. Il participe ainsi chaque saison à la Ligue des champions.